# 梨山乌头
梨山乌头（学名：Aconitum fukutomei）为毛茛科乌头属下的一个种。

## 扩展阅读
維基物種上的相關：梨山乌头